# Поццолеоне
Поццолеоне (італ. Pozzoleone, вен. Pozoleon) — муніципалітет в Італії, у регіоні Венето, провінція Віченца.
Поццолеоне розташоване на відстані близько 430 км на північ від Рима, 60 км на північний захід від Венеції, 16 км на північний схід від Віченци.
Населення — 2799 осіб (2014).
Щорічний фестиваль відбувається 14 лютого. Покровитель — san Valentino.

## Демографія
Населення за роками:

Станом на 1 січня 2023 року в муніципалітеті офіційно проживало 166 іноземців з 19 країн, серед них 67 громадян країн Євросоюзу та 4 громадяни України.

## Сусідні муніципалітети
- Брессанвідо
- Карміньяно-ді-Брента
- Картільяно
- Читтаделла
- Нове
- Сан-П'єтро-ін-Гу
- Сандриго
- Ск'явон
- Тецце-суль-Брента